# Leitaria da Quinta do Paço
A Leitaria da Quinta do Paço (LQP) é uma marca centenária, nascida em Paços de Ferreira, em 1920, fundada pela família Aranha Furtado de Mendonça. Foi a primeira marca, na região do Norte, a vender leite pasteurizado em garrafas de vidro, posteriormente distribuídos pelas vendedoras de rua, no Porto. É conhecida pelo seu chantilly de produção artesanal, que elevou a marca e que a fez progredir e inovar, chegando ao atual ex-líbris: O éclair recheado com chantilly.
Tem, em 2022, 11 lojas, espalhadas de norte a sul do país.

## História

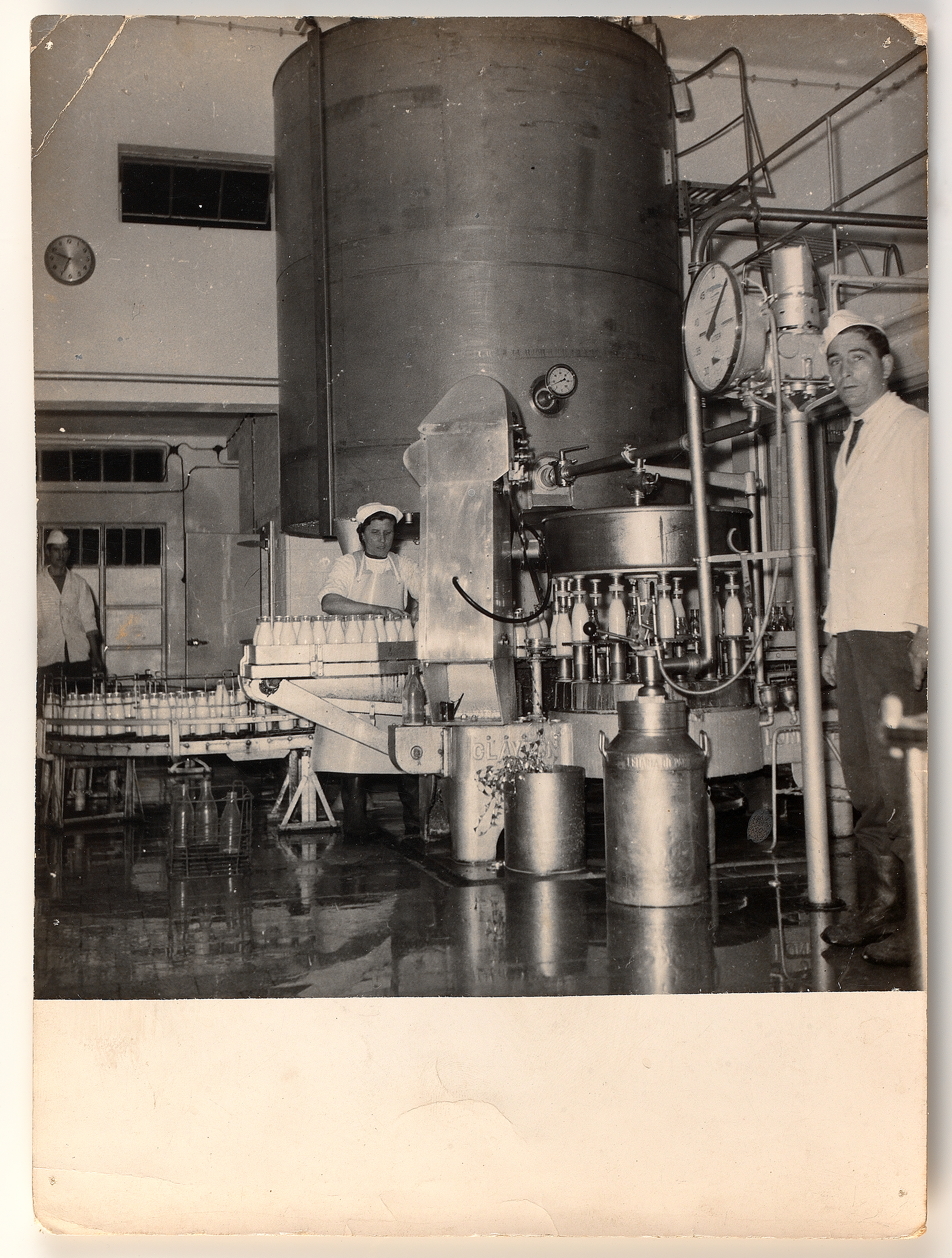
Leitaria da Quinta do Paço, fábrica.

Fundada em 1920, pela família Aranha Furtado de Mendonça, em Paços de Ferreira, a Leitaria da Quinta do Paço começou o seu percurso na distribuição de leite. Distribuindo-o em garrafas de vidro às vendedoras da cidade do Porto.
Na década de 60 foram impostas restrições à distribuição do leite, levando ao aparecimento das cooperativas, fazendo com que a fábrica de Paços de Ferreira necessitasse de se diversificar. Foi nesta altura que começaram a produzir a manteiga, o queijo, os iogurtes e - marcando um ponto de viragem para a Leitaria da Quinta do Paço, que se destacou com a novidade que tinha chegado à cidade - o chantilly. O sabor doce e a textura leve do chantilly, na altura, vendido em sacos de papel encerado, atraía pessoas de vários pontos do país, vindo de propósito para o adquirir.  

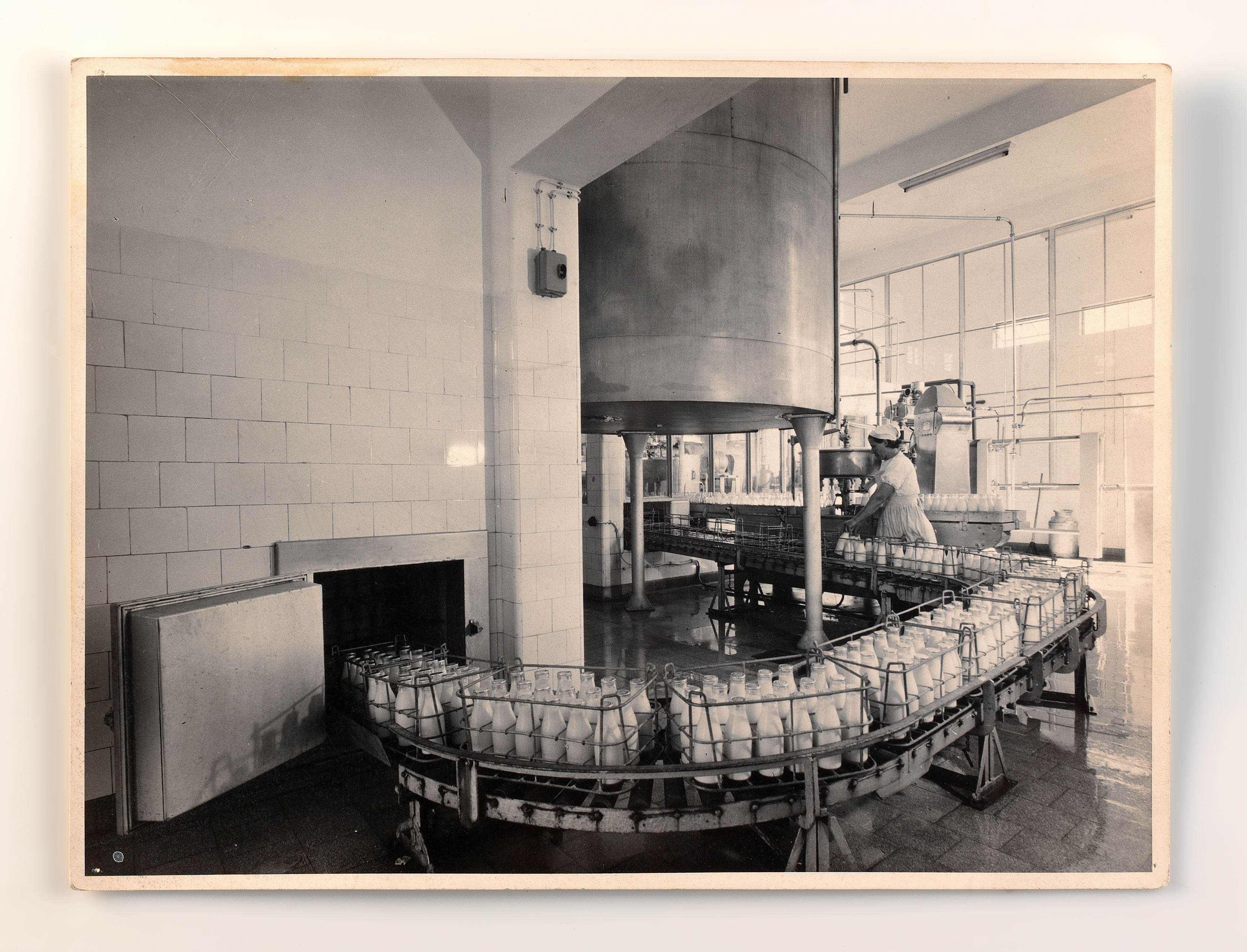
Leitaria da Quinta do Paço, produção de laticínios.

No final da década de 60, a família Aranha Furtado de Mendonça vendeu a Leitaria da Quinta do Paço a alguns dos seus funcionários.

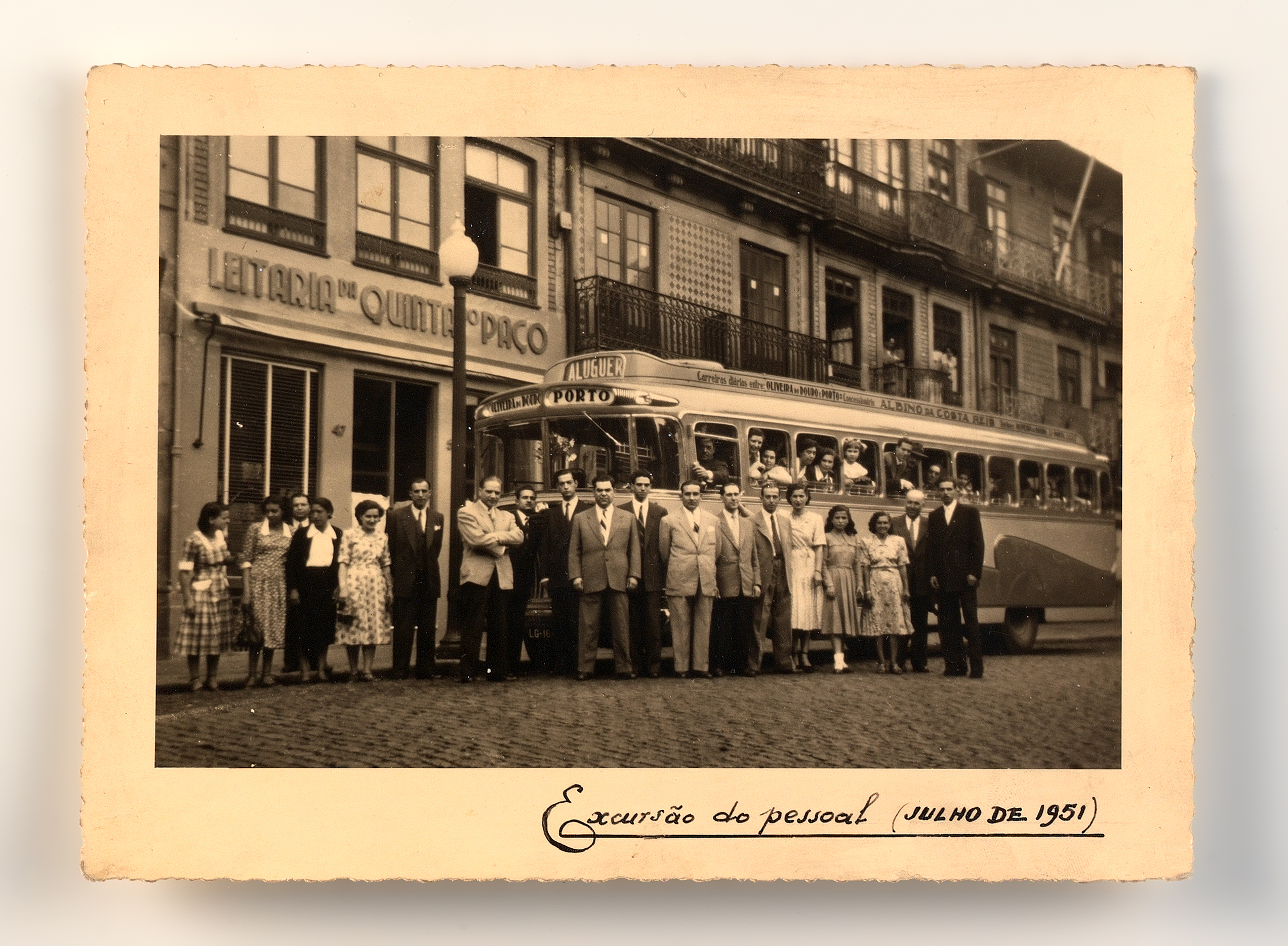
LQP, Excursão do pessoal a julho de 1951.

Nos anos 90 deu-se a desertificação da Baixa do Porto – a população procurou casas melhores e mais económicas nos subúrbios da cidade, coincidindo com o aparecimento dos centros comerciais, despolarizando o centro, onde ficaram, apenas, os mais desfavorecidos e a população mais idosa, originando problemas para o negócio.
No final dos anos 90, dadas as condições, a Leitaria da Quinta do Paço quase fechou portas.
No entanto, em abril de 2012, Joana Ramalho Costa e José Eduardo Costa compram a loja, onde as primeiras ações se basearam em dar um novo “ar” à loja e à marca. O resultado foi quase imediato, aliado ao boom do turismo que a Cidade do Porto estava a viver.
Passado uns meses, em junho de 2013, abriram a segunda loja, no Mercado do Bom Sucesso.
Em 2014, surge uma nova proposta para abrir mais uma loja. Desta vez, franchisada e no Norteshopping - um dos Centros Comerciais, em Portugal, com maior sucesso. Na mesma linha de franchising, a marca abre, em 2015, a quarta loja, em Matosinhos, a apenas 200 metros da praia.
Ainda em 2012, e com a certeza da expansão da marca, os recentes proprietários decidiram mudar a fábrica, que funcionava, ainda, na Praça Guilherme Gomes Fernandes, no Porto, para um local mais amplo, em Vila Nova de Gaia, que foi também ampliada, em 2014.
Em 2016, a marca estabeleceu-se em Lisboa, com a abertura da primeira loja na capital, sendo este o quinto espaço a carregar o nome da Leitaria da Quinta do Paço.
Em 2018 abre o primeiro quiosque em Almada, no Centro Comercial Almada Fórum.
Em 2019, regressam ao norte para abrir a sétima loja, no centro histórico de Braga.
Por fim, em 2020, em plena pandemia, abrem outras três lojas: No Corte Inglês, no Porto; no Centro Comercial Amoreiras, em Lisboa e no Marshopping, no Porto.

## Éclairs
Tudo começa na massa choux - farinha, leite, manteiga e ovos - que depois de batida, é colocada numa depositadora que tem um molde que forma os éclairs com os tamanhos pretendidos. Depois de ir ao forno, torna-se leve e oca por dentro - não muito doce, nem muito salgada - que permite canalizar o sabor do recheio de chantilly (por norma) e cada uma das coberturas disponíveis em gama.

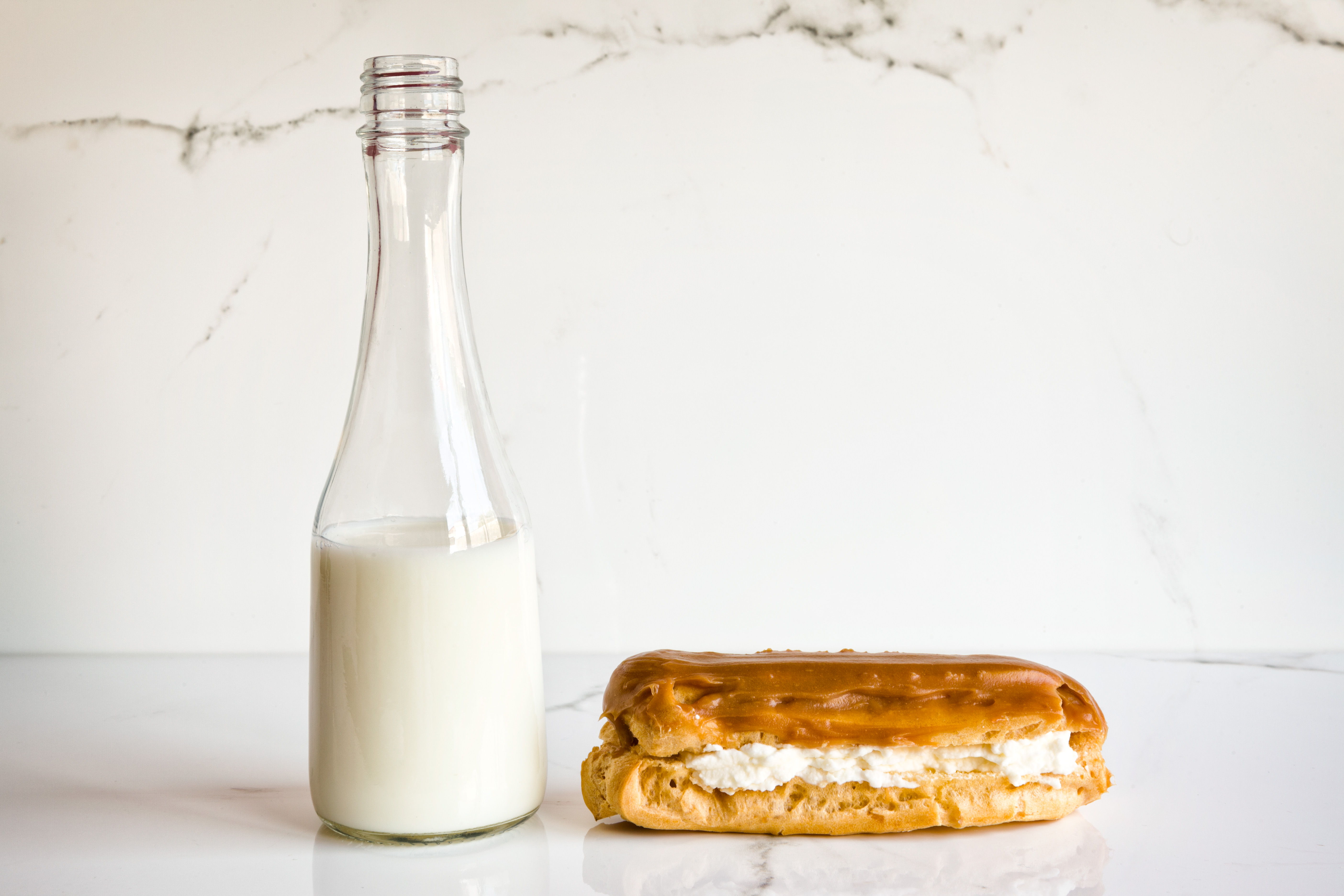
Leitaria da Quinta do Paço, éclair.

Há uma alargada variedade de éclairs disponíveis, mas os sete sabores que se destacam são: o Éclair de Caramelo Artesanal, Éclair de Limão; Éclair Crocante; Éclair de Frutos Vermelhos, Éclair de Café; Éclairs de Maracujá e Éclair Negro.

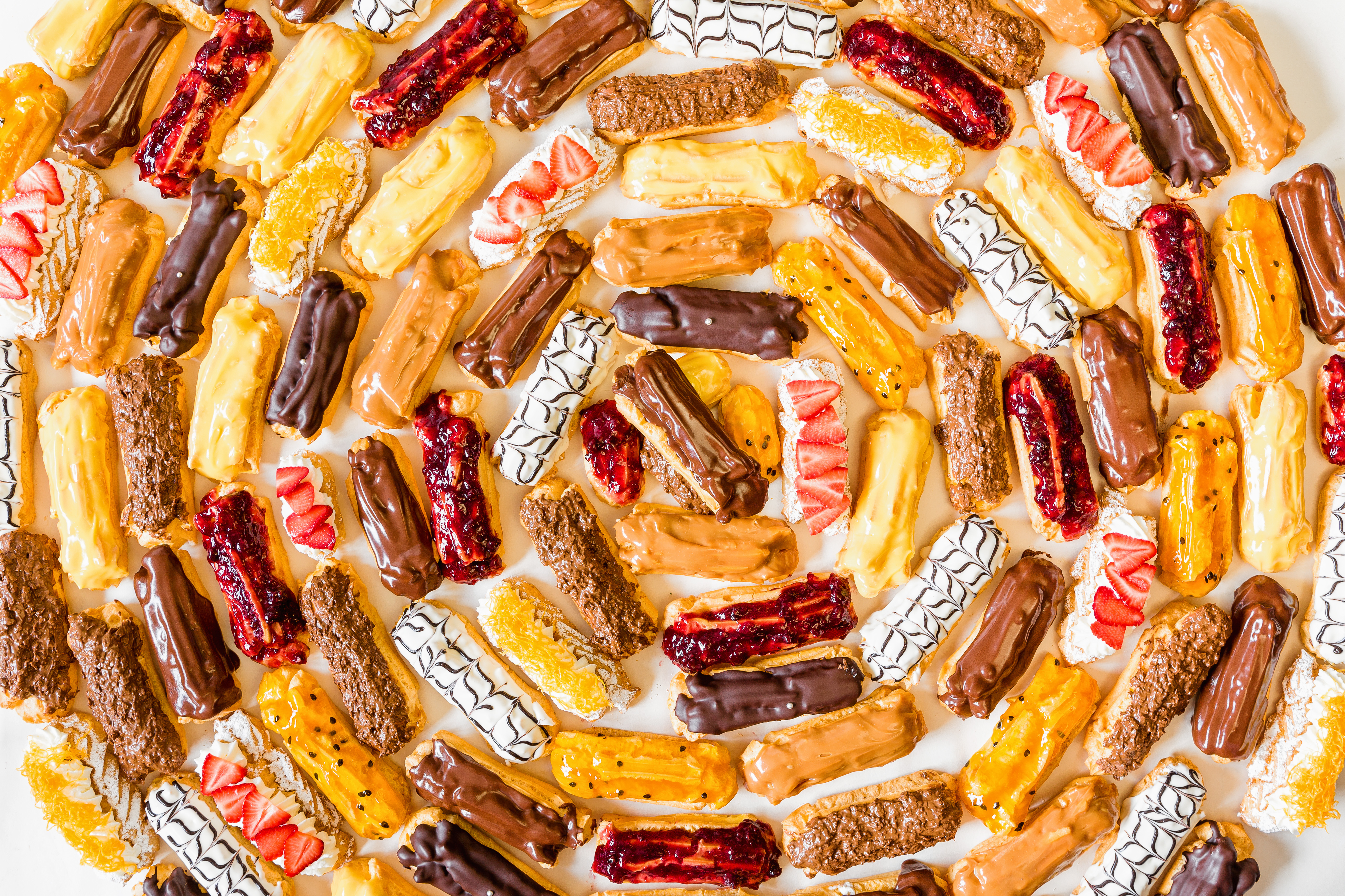
LQP - Éclairs

No entanto, apesar desta diversidade de sabores, o foco está no Éclair Clássico (ou Doce do Porto, como foi registado, em 2012), a massa choux com cobertura de chocolate de leite, artesanal e cremoso, e o famoso recheio de chantilly, também este, artesanal.

## Lojas
A Leitaria da Quinta do Paço conta, atualmente, com 10 lojas, espalhadas de norte a sul do país. As lojas estão localizadas:
- Praça Guilherme Gomes Fernandes (Porto);
- Mercado do Bom Sucesso (Porto);
- Mercado do Bolhão (Porto);
- NorteShopping, Matosinhos (Porto);
- El Corte Inglês, Vila Nova de Gaia (Porto);
- Rua Sousa Aroso, Matosinhos (Porto);
- MarShopping, Matosinhos (Porto).[15]
- Centro Comercial Vasco da Gama (Lisboa);
- Centro Comercial Oeiras Parque (Lisboa);
- Largo de S. Francisco (Braga);